# Bílá hora
Bílá hora (tiếng Séc: có nghĩa núi trắng) nằm ở ngoại ô phía tây của Praha, ở bên phải phía trên thung lũng của Litovický Potok.

## Địa lý
Bílá hora nằm ở độ cao 379 mét. Từ trung tâm của Praha bằng giao thông công cộng mất khoảng 25-30 phút để tới đó (tuyến tàu điện 22 và 25).

## Lịch sử
Tại đây đã xảy ra vào ngày 8 tháng 11 năm 1620 trận đánh quyết định đầu tiên của cuộc Chiến tranh 30 năm, Trận đánh tại Núi trắng. Tại vị trí của trận đánh một nhà nguyện và từ 1704 tới 1714 một nhà thờ Đức mẹ baroque được xây.